# Hamaxobis
Els hamaxobis (llatí: Hamaxobii; grec antic: Ἁμαξόβιοι, Hamaxóbioi) foren un poble de Sarmàcia a l'est de l'Escítia alana, que vivien prop del Volga. Eren d'ètnia sàrmata. Eren una tribu nòmada que vivia en tendes de cuir muntades a sobre de carros. Eren escites. Es deia que eren descendents dels Medes. Vivien a prop del Palus Maeotis. Claudi Ptolemeu els situa al llarg del riu Vístula.